# Dänische Literatur
Unter dänischer Literatur versteht man die in dänischer Sprache geschriebene Literatur. Dazu gehört auch die dänischsprachige Literatur der dänischen Südschleswiger. Die dänische Literatur ist ein Teil der skandinavischen Literatur. Die dänische Literatur prägte lange Zeit die Literatur des übrigen Skandinaviens; sie hat auch die englische Literatur vom Beowulf bis hin zur Figur des Hamlet beeinflusst. Eine Blütezeit erlebte sie in der Romantik des frühen 19. Jahrhunderts. Sie selbst nahm in der neueren Zeit zahlreiche internationale Strömungen wie den Existenzialismus auf.
Werke, die 2006 in den Dänischen Kulturkanon aufgenommen wurden, sind mit einem Sternchen* gekennzeichnet.

## Entwicklung in den verschiedenen Epochen

### Wikingerzeit
Als die ältesten Werke der dänischen Literatur gelten die Volks- und Heldenlieder (Kæmpeviser) der Wikingerzeit. Diese lassen sich bis Ende des 11. Jahrhunderts zurückverfolgen. Da sie erst ein halbes Jahrtausend später aufgezeichnet wurden und infolge der mündlichen Überlieferung von Geschlecht zu Geschlecht erheblich umgestaltet sein dürften, lässt sich die Frage, ob sie ursprünglich dänischen Ursprungs oder von den Eddagedichten beeinflusst waren, nicht mit Sicherheit entscheiden. Sie berichten vom Leben und den Taten der Sagengestalten wie Bjarki, Ingjald, Hagbard und Singe, von Nixen, Kobolden und sonstigen Zauberwesen, aber auch von historischen Persönlichkeiten und Ereignissen der damaligen Zeit, die sich auch in den isländisch-norwegischen Sagas wie der Hrólfs saga kraka über den historisch nicht belegten dänischen König Rolf Krake aus dem 14. (?) Jahrhundert finden.
Mündlich tradiert wurden diese Werke nicht im Volk; vielmehr handelt es sich um eine nordische Variante der europäischen Ritterdichtung. Doch lässt sich nachweisen, dass sie bald Allgemeingut geworden und zum Beispiel bei Tanzfesten des Volkes zur Verwendung gekommen sind. Gesammelt wurden diese Volksballaden erst gegen Ende des 16. Jahrhunderts von dem Historiographen und Prediger Anders Sørensen Vedel (Hundrede Viser med oplysende Anmærkninger, „Hundertliederbuch“ 1591). Später wurde dieses Werk von Peter Syv, Werner Hans Friedrich Abrahamson, Knud Lyne Rahbek und Rasmus Nyerup (1759–1829) (Udvalgte Danske Viser fra Middelalderen, 1812/14) bearbeitet und ergänzt, so dass es etwa 450 Lieder umfasst.
Die noch älteren Runeninschriften, die sich in Dänemark seit dem frühen 9. Jahrhundert auf Runensteinen finden, wurden zuerst von Ole Worm (1588–1665) gesammelt (Runir seu Danica literatura antiquissima, 1636).

### Mittelalter
Eher um Sprach- als um literarische Denkmäler handelt es sich bei den mittelalterlichen Gesetzessammlungen. Die wachsende Macht der Kirche machten schon früh eine Fixierung des kanonischen Rechts notwendig, wie die fortwährenden Streitigkeiten zwischen den staatlichen Behörden einerseits und Adel und Klerus anderseits eine Feststellung weltlicher Gesetzesnormen bedingten. Seit Anfang des 12. Jahrhunderts beschäftigten sich viele junge Adlige sich an den Universitäten von Paris und Bologna mit dem eben wieder erwachten Studium des kanonischen und altrömischen Rechts und wurden nach ihrer Rückkehr für die Reorganisation der dänischen Gesetzgebung tätig. So entstanden 1162 das schonensche und 1170 das seeländische Kirchenrecht, beide in dänischer Sprache. Unter den weltlichen Gesetzeswerken sind das schonensche (Skaanske Lov) 1160, das seeländische (Sjællandske Lov) von König Waldemar I. 1170 und vor allem das jütländische (Jyske Lov) zu nennen, das 1241 auf dem Reichstag zu Vordingborg erlassen wurde.
Um 1480 wurden die ersten in Knittelversen (vermutlich nach deutschem Vorbild) verfassten Ritterromane (Eufemiaviserne, benannt nach der norwegischen Königin Euphemia von Rügen) aus dem Schwedischen oder Französischen ins Dänische übersetzt.
Außer diesen Schriften und einer „Dänischen Reimchronik“ aus der zweiten Hälfte des 15. Jahrhunderts (gedruckt 1495; älteste nordische Inkunabel) sowie einem Arzneibuch (Handschrift vom Ende des 15. Jahrhunderts) sind fast alle Schriften der vorreformatorischen Zeit in lateinischer Sprache abgefasst. Sie gingen in der Regel aus den Klöstern hervor und behandelten historische und religiöse Stoffe, ohne größeren Einfluss auf die Weiterentwicklung der Literatur oder auf das geistige Leben der Nation auszuüben. Nur die in lateinischer Sprache verfassten Gesta Danorum „Die Taten der Dänen“ des Saxo Grammaticus (nach 1185) enthalten viele Erzählungen, die zwar zweifelhaften Quellen entstammen, aber einen großen Formsinn verraten. 1514 teilweise von Christiern Pedersen und 1575 vollständig von Anders Sørensen Vedel (Den danske Krønicke) übersetzt, hat dieses Werk die dänische Prosa stark beeinflusst.

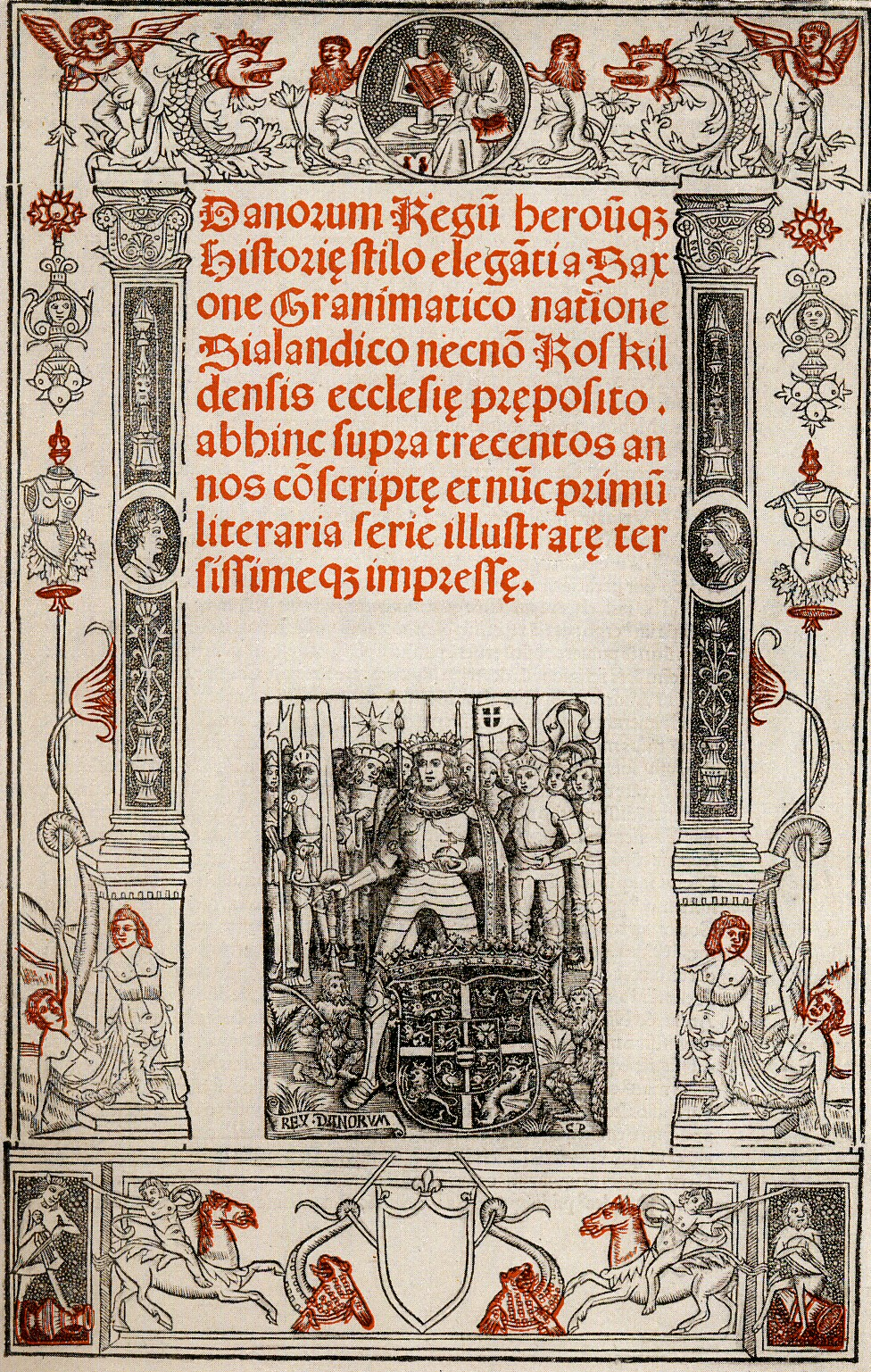
Titelblatt der von Christiern Pedersen 1514 in Paris gedruckten Danorum Regum heroumque Historia

### Reformationszeit
Zwar wurde durch die Reformation die Macht der Geistlichkeit und damit die Herrschaft des Lateinischen als Schriftsprache gebrochen, und der romkritische Katholik Poul Helgesen (Paulus Helie, ca. 1485–1534) und Erasmus-Übersetzer mahnte die Christen in dänischer Sprache zur Einheit im bibelhumanistischen Geist. Doch führte das zu keinem wesentlichen Aufschwung der dänischen Nationalliteratur, da das Deutsche als Sprache der Gebildeten die Oberhand gewann. Dazu trug der gelehrte dänische König Friedrich I. (1523–1533) bei, an dessen Hof Deutsch Amtssprache wurde. So verlor die dänische Sprache gerade in den höheren Ständen an Bedeutung. Auch Helgesen schrieb seine historische Skibbykrøniken über die Reformationszeit um 1536 noch in lateinischer Sprache.
Dagegen richtete sich ein erwachendes Nationalbewusstsein, das sich in dem nach dem Tod Friedrichs I. entbrannten Bürgerkrieg äußerte. Besonderes Verdienst um eine volkstümliche Sprache erwarb sich Christiern Pedersen (1480–1554), der mit Recht als Vater der dänischen Schriftsprache bezeichnet wird. Pedersen hatte in Paris studiert und konnte sich als Kanzler des Erzbischofs Johan Vese für die Verwendung der dänischen Sprache einsetzen. Auf Grund seiner Sympathien für den gefangenen König Christian II. floh Pedersen 1528 nach Deutschland. Er besuchte in Wittenberg Martin Luther, der ihn für die Reformation gewinnen konnte. Noch in Wittenberg begann Pedersen mit seiner Übersetzung der Bibel ins Dänische und konnte im darauffolgenden Jahr in Antwerpen sein dänisches Neue Testament erscheinen lassen. 1531 veröffentlichte Pedersen eine Psalmensammlung und mehrere Pamphlete, die ganz im Stil Martin Luthers gehalten waren.
Im Vergleich zur ersten dänischen Übersetzung des Neuen Testaments, des sogenannten Neuen Testamentes Christians II. (Christian 2.s danske oversættelse af Det Nye Testamente), die 1524 auf Wunsch des Königs Christian II. erschienen war, ist erkennbar, mit welcher Meisterschaft er die dänische Sprache handhabte. Pedersens Schriften erregten ein solches Aufsehen, dass es ihm schon 1532 gestattet wurde, in sein Vaterland zurückzukehren. Er ließ sich in Malmø nieder, das damals zu Dänemark gehörte, und gründete eine Buchdruckerei. In den nächsten Jahren konnte er viele volkstümliche Schriften publizieren, darunter historische Volksbücher, religiöse Schriften, ein Arzneibuch und 1550 die erste vollständige dänische Bibelübersetzung, welche – allein der Sprache wegen – sehr lange Zeit als unübertroffenes Meisterwerk galt.
Unter den Zeitgenossen Pedersens ragt vor allem der Ripener Bischof Hans Tausen (1494–1561) hervor. Er veröffentlichte überwiegend religiöse Werke; als sein wichtigstes Werk ist neben einer Passionsgeschichte die verbesserte Ausgabe des zuerst 1528 in Malmø erschienenen dänischen Gesangbuches (1544) zu erwähnen. Auch der Reformator Frans Vormordsen (1491–1551), der Davids Psalmen und Luthers kleinen Katechismus übersetzte, ist zu erwähnen. Gegen Ende des 16. Jahrhunderts brachte der Pastor Hieronymus Justesen Ranch (1539–1607) die ersten humoristischen Stücke (Kong Salomons Hylding, 1585) zur Aufführung, bei denen er teils selbst mitspielte.

### Barock: 1600–1720
Auf den Gesangbüchern der Reformationszeit aufbauend, konnte Thomas Kingo (1634–1703) 1689 ein neues „für Dänemark und Norwegen verordnetes Gesangbuch“ publizieren. Es ist eines der schönsten geistlichen Liederbücher, welche die dänische evangelische Kirche besitzt. Anders Arrebo (1587–1637) spielte mit seiner Schöpfungsdichtung in der dänischen Literatur eine ähnliche Rolle wie der Schriftsteller Martin Opitz in der deutschen Literatur. Arild Hvitfeld (Aril Huitfeld, 1549–1609) veröffentlichte die Geschichtschronik „Danmarks Riges Krønike“ in 10 Bänden (Kopenhagen 1595–1604, Neuausgabe 1977). Trotz des Bemühens dieser und anderer Männer wie Anders Bording (1619–1677), einem Hofdichter, blieb die dänische Sprache bis ins 17. Jahrhundert in den höheren Gesellschaftskreisen verpönt. Eine Ausnahme bilden die erst 1868 entdeckten und 1869 veröffentlichten, literarisch beachtlichen Gefängnismemoiren Jammers-minde (dt. „Leidensgedächtnis“, 1911) der Königstochter Leonora Christina Ulfeldt (1621–1698), die als Gattin des Landesverräters Corfitz Ulfeldt 22 Jahre lang im Schlossturm in Kopenhagen in Haft war.

### Aufklärung, Empfindsamkeit und nationaldänische Bewegung: 1720–1802
Mit dem adligen Universalschriftsteller und Historiker Ludvig Holberg (1684–1754) begann eine neue Epoche der dänischen Nationalliteratur. Er gilt nicht nur als Begründer der modernen dänischen Bühne, sondern der skandinavischen dramatischen Literatur überhaupt. Unter dem Einfluss Molières und des englischen Rationalismus, aber ohne Vorbilder im eigenen Land und verfolgt vom Hohn des „gebildeten Publikums“, schuf er in wenigen Jahren eine durchaus selbständige dänische „Schaubühne“, die, verglichen mit der gleichzeitigen Gottschedschen, Bewunderung einflößen muss. Einige seiner satirisch-moralischen Stücke, besonders Der politische Kannengießer und Jeppe vom Berge* (beide 1722), sind auch in Deutschland gespielt worden. Seine Stoffe entnimmt Holberg seiner Zeit, deren Torheiten er mit Humor geißelt. Er persifliert die Sucht, ausländische Sprache und Sitte nachzuäffen. Durch Spott erreicht er, was seine Vorgänger durch Belehrung zu erreichen versucht hatten: Die dänische Sprache kam durch Holbergs sprachpatriotische Bestrebungen neben dem Deutschen wieder zu Ehren und bildete den Boden, auf dem sich die neue volkstümliche Literatur entwickeln konnte.

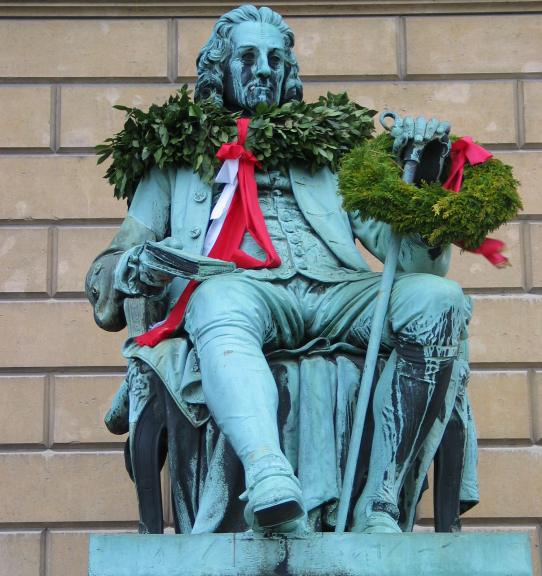
Holberg-Denkmal vor dem Königlichen Theater Kopenhagen

Den Pietismus als Gegenbewegung zu Rationalismus und Deismus vertrat Hans Adolf Brorson (1694–1764), dessen „Troens rare Klenodie“ zum Schönsten dessen gehört, was die geistliche Dichtung in Dänemark hervorgebracht hat.
Um 1760 fand – gefördert durch die deutschfreundliche Haltung des Grafen Johann Friedrich Struensee (1737–1772) – die Ästhetik der Empfindsamkeit in Kopenhagen viele Anhänger. Bald nach Holbergs Tod fand sich ein Dramatiker, der im Stande war, dieses Werk im Stil der neuen Empfindsamkeit fortzuführen zu neuen Höhepunkten zu entwickeln. Johannes Ewald (1743–1781) war trotz seines unsteten Lebens – er nahm am Siebenjährigen Krieg teil – und seines frühen Todes für die Entwicklung der dänischen Literatur als Lyriker und Tragödiendichter von großer Bedeutung. Wie Holberg der Vater des Lustspiels war, so ist Ewald unter dem Einfluss Klopstocks der Begründer des dänischen Trauerspiels. Seine Stoffe entnahm er der altnordischen Mythologie („Balders Tod“, 1773) und dem Werk des Saxo Grammaticus. Seine Stücke wurden auch in Deutschland rasch rezipiert. Um diese beiden Männer herum gruppiert sich eine ganze Anzahl weniger bedeutender Autoren wie Christian Falster (1690–1765), der beißende und sprachgewandte Satiren schrieb, und Christian Brauman Tullin (1728–1765), der besonders das Lehrgedicht, aber auch die Satire pflegte.
Ein hervorragender Nachfolger Holbergs und Ewalds war der Norweger Johan Herman Wessel (1742–1785), der zwar in seinen Schriften vielfach norwegische Ausdrücke und Redewendungen gebrauchte, aber sehr jung nach Dänemark gekommen war. Er hatte dort eine Literatur vorgefunden, welche auf dem besten Weg war, die von Holberg und Ewald vorgezeichneten Bahnen zu verlassen. Wie in Deutschland Gotthold Ephraim Lessing, so trat hier Wessel gegen das französische klassische Drama auf, aber nicht wie der deutsche Gelehrte in der schweren Rüstung der Wissenschaft, sondern wie einst Holberg im leichten Gewand der Satire. So entstand sein „Trauerspiel“: „Kjærlighed uden Strømper“ („Liebe ohne Strümpfe“, 1772), eine in ihrer Art einzigartige Parodie. Durch diese machte er mit einem Schlag das französische Drama in Dänemark unmöglich. Zerrüttete finanzielle Verhältnisse und Alkoholismus führten dazu, dass er bis zu seinem Tod im Alter von 43 Jahren nur ein größeres Werk, „Kjærlighed uden Strømper“ verfassen konnte. Mit seinem Tod schließt die Glanzperiode der dänischen Literatur, die sogenannte Nordische Renaissance mit ihrer Verbindung von Mythologie, nationaler Geschichte und Literatur, die zur Romantik überleitete.
Nach Struensees Sturz wurde die dänische Sprache aufgewertet. So wurde Dänisch 1775 als Unterrichtsfach an Gymnasien eingeführt, 1776 wurden Deutsche und andere Ausländer von allen öffentlichen Ämtern ausgeschlossen. Die Epoche von 1780 bis zum Beginn des 19. Jahrhunderts brachte allerdings kaum etwas Nennenswertes hervor. Ihr Hauptmerkmal sind überspannter Rationalismus, Patriotismus und eine daraus entspringende Neigung zur Polemik. Das hängt auch mit ihrem deutschfeindlichen Danizismus zusammen, die eine Reaktion auf Struensees antidänische Haltung darstellte (dieser hatte sogar Deutsch als Dienstsprache bei der norwegischen Marine eingeführt), aber nicht mit Holbergs aufgeklärtem Sprachpatriotismus zu vergleichen war. Dass dabei die Politik mit der Dichtkunst verquickt wurde und oft genug die Hauptrolle spielte, kann in einem Zeitalter, welches sich unmittelbar an die glänzende Laufbahn Struensees anschließt, nicht verwundern, träumte doch damals jeder von einer politischen Karriere, die man durch politische Polemik zu fördern suchte, zumal man als Autor seinen Lebensunterhalt noch kaum verdienen konnte. 1784 kam er jedoch erneut zu einer Regierung durch Holsteinische Adlige mit einem starken deutschen Kulturbewusstsein, wodurch sich die Dänen wieder ausgegrenzt fühlten und die Spannungen zwischen den Volksgruppen wuchsen. 1789/90 eskalierte eine literarische Polemik zur Tyskerfejden (Fehde gegen die Deutschen).
Eine Ausnahme in einem mittelmäßigen literarischen Umfeld Peter Andreas Heiberg (1758–1841), ein Vertreter eines empfindsamen Rationalismus. Auch seine Stärke bestand in der Polemik. Sein Auftreten gegen die Reaktion, die in der Abschaffung der Pressefreiheit gipfelte, führte dazu, dass er nach Beendigung mehrerer politischer Prozesse 1799 des Landes verwiesen wurde. Ein Geistesverwandter von Heiberg war der Geograph Conrad Malte-Brun (1775–1826). Schon im Alter von 19 Jahren gab er eine Zeitung: „Vækkeren“, heraus, in der er für die Prinzipien der Französischen Revolution eintrat. Als sie unterdrückt wurde, schrieb er „Jerusalem Skomagers Reise til Maanen“ und „Aristokraternes Katekismus“ (1796), gründete dann wieder eine Zeitschrift: „Fluesmækkeren“, und wurde in einen Prozess verwickelt, dem er sich durch die Flucht nach Paris entzog, wo er als Geograph berühmt wurde.
Ein anderes Mitglied des Zirkels um Heiberg war Knud Lyne Rahbek (1760–1830), der sich als Ästhetiker und Kritiker einen Namen erwarb, in den letzten 30 Jahren seines Lebens aber vollständig vom öffentlichen Leben zurücktrat. Er gab mit dem Norweger Kristen Pram (1756–1821) die ästhetische Zeitschrift „Minerva“ (1785–1789 und 1791–1806) heraus, durch die er in die literarischen Streitigkeiten der damaligen Zeit eingriff. Seine Ästhetik wirkte auch nach Norwegen (das 1814 von Dänemark abgetrennt wurde) und Schweden hinein.
Zu erwähnen sind noch Ole Johan Samsøe, der Verfasser des Dramas „Dyveke“; Christian Levin Sander, dessen nationales Trauerspiel „Niels Ebbesen“ mit großer Begeisterung aufgenommen wurde und lange Zeit hindurch als Vorbild galt, ferner der Lyriker Thomas Thaarup (1749–1829) und, als Bindeglied zwischen dieser Periode und der folgenden, der wegen seines lyrischen und komischen Talents auch in Deutschland bekannte, mit Schiller und Wieland befreundete überschwängliche Kosmopolit Jens Immanuel Baggesen (1764–1826), der außerhalb der nationaldänischen Bewegung blieb.

### Das Goldene Zeitalter: Romantik 1802–1830
Teils durch das Studium der deutschen Philosophen Immanuel Kant und Johann Gottlieb Fichte, teils durch die Naturphilosophie Friedrich Wilhelm Joseph Schellings, dessen Ideen im norwegischen Naturforscher und Philosophen Heinrich Steffens (1773–1845), einem Mitglied des Kreises um P. A. Heiberg, einen begeisterten Anwalt fanden, teils infolge der strengen Zensurverordnung vom Jahr 1799 wurde zu Anfang dieses Jahrhunderts in Dänemark eine neue Richtung in der Literatur angebahnt. Hatte man sich gegen Ende des vorigen mit geradezu naivem Eifer um eher unbedeutende ästhetische Fragen gestritten, begann jetzt eine Periode ernsthafter Rezeption der romantischen Ästhetik. Die Französische Revolution, die gegen Ende des vorigen Jahrhunderts ganz Europa in Aufruhr versetzt hatten, dann die Beteiligung Dänemarks an den Napoleonischen Kriegen, die Wegnahme der dänischen Flotte durch die Engländer, der Krieg mit den Schweden (1808) und der Verlust Norwegens (1814) trugen dazu bei, freiheitliche Ideen und ein erhöhtes historisches und Nationalbewusstsein bei den Eliten sowie eine Rückbesinnung auf gemeinskandinavische Werte, Traditionen und Mythen in breiteren Volksschichten auszulösen.
Der Mann, der dieser Stimmung am besten Ausdruck gab und das Haupt der neuen romantischen Schule wurde, war Adam Oehlenschläger (1779–1850), der sich beim dänischen König auch für den jungen in wirtschaftlicher Not befindlichen Friedrich Hebbel einsetzte. Durch Steffens für die Ideen der deutschen Romantiker gewonnen, begann er 1802 seine dichterische Laufbahn als Lyriker (Guldhornene, Digte, Freias Alter, Langelandsreisen und Jesu Liv i den tilbagevendende Natur) und als Epiker (Thors Reise til Jotunheim und Vaulundurs Saga), worauf er durch seinen abenteuerlich-romantischen Aladdin eller den vidunderlige Lampe* zum tragischen Drama überging. Auf diesem Gebiet hat er seine größten Erfolge errungen, so durch Hakon Jarl (1807; dt. Tübingen 1809), Baldur hin Gode (1807), Palnatoke (1807) und Axel og Valborg (1808). Er besaß den Ehrgeiz, auch deutscher Dichter sein zu wollen, und übersetzte seine Werke ins Deutsche. Das Drama Correggio (1809) gab er sogar ursprünglich nur in der fremden Sprache heraus. Sein deutscher Stil war aber zu schwerfällig und seine Haltung zu spezifisch dänisch, als dass dieses Streben erfolgreich hätte sein können.
Sein Konkurrent war Nikolai Frederik Severin Grundtvig (1783–1872), der ein größeres episches Werk in altnordischem Geist schrieb („Optrin af Kæmpelivets Undergang i Norden“, 1808), der aber als Dichter keinen nennenswerten Erfolg errang. Glücklicher war er als Theologe und später als Freiheitskämpfer gegen die französische Besatzung. Auf Basis der altnordischen Überlieferung entwickelte er ein gemeinskandinavisches, mythisch-religiös geprägtes Geschichtsbewusstsein und trug dazu bei, dass die Universalromantik sich zur Nationalromantik wandelte. Der beliebteste Romanschriftsteller Dänemarks der nationalromantischen Epoche war Bernhard Ingemann (1789–1862). Seine Romane beruhen sämtlich auf historischen Ereignissen, die er mit großer Freiheit für seine Zwecke umformte. Außerdem schrieb er Novellen und Gedichte.
Der Lyriker Adolph Wilhelm Schack von Staffeldt (1769–1826) wurde trotz seiner durch kühne Bilder ausgezeichneten Lyrik wenig beachtet und blieb außerhalb der nationalromantischen Bewegung, ja er bekämpfte die neue romantische Literatur.
Bald kam es zu einem Verfall der romantischen Bewegung. Das lag weniger an der Wahl altnordischer Stoffe, sondern an ihrer Fixierung auf den klassisch-humanistischen Dramentyp Schillerscher Prägung.
Als Gegner Ingemanns und Grundtvigs trat der Hegelianer Johan Ludvig Heiberg (1791–1860) auf. Seine Lebensauffassung, seine satirischen Fähigkeiten wie seine leichte Sprachbehandlung lassen alle seine Werke ansprechend erscheinen. Die meisten Erfolge errang er als Dichter und Bearbeiter von Vaudevilles, also von Synthesen aus Text und Musik mit sowohl epischen als auch lyrischen Elementen; doch wurde er auch als Lyriker und Verfasser des nationalromantischen Schauspiels „Elverhøi“ (1828) bekannt. Mit seinem Werk endet die romantisch-idealistische Phase der dänischen Literatur. Als Direktor des königlichen Theaters in Kopenhagen, an dem seine Frau lange Jahre als hervorragende Schauspielerin wirkte, hat Heiberg sehr viel für die Hebung des dänischen Dramas getan. Auch Carsten Hauch (1791–1872) erntete mit seinen Dramen und Romanen reichen Erfolg.

### Realismus: 1830–1871
Die realistische Gegenwartsbeschreibung gewann um 1830 an Bedeutung: Die Verbürgerlichung der Literatur schritt voran, Prosaerzählung und Roman lösten das Versepos ab. Sehr erfolgreich war der Pastor Steen Steensen Blicher (1782–1848), der durch seine jütländischen Novellen sehr volkstümlich wurde. Blicher hat als erster das Genre bearbeitet, welches später durch Jeremias Gotthelf und Berthold Auerbach in Deutschland unter dem Namen „Dorfgeschichten“ bekannt geworden ist; außerdem war er einer der ersten Dialektdichter der dänischen Literatur. Seine Erzählung Der Pfarrer von Vejlby* (1829) ist ein Pionierwerk der Kriminalliteratur. Teils durch Ingemann, teils durch Blicher beeinflusst war Etlar Carit (Pseudonym für Carl Brosbøll, geb. 1820), der sich durch blühende Phantasie und erstaunliche Kombinationsgabe auszeichnete.
Unter den Novellisten ragt in dieser Periode Thomasine Gyllembourg-Ehrensvärd (1773–1856) hervor, die Mutter Heibergs, die in ihrem 53. Lebensjahr in der von ihrem Sohn redigierten „Flyvende Post“ mit der Erzählung „En Hverdagshistorie“ debütierte und sich bald einen Namen in der Geschichte der dänischen Literatur erwarb. In mehrfacher Beziehung mit ihr verwandt ist Andreas Nikolai de Saint-Aubain (Pseudonym „Carl Bernhard“, 1798–1865), der jedoch mit Bezug auf die Tiefe des Gefühls hinter ihr zurücksteht. Volkstümlicher als die beiden letztgenannten wurde Christian Winther (1796–1876), der als Sänger des Landlebens die Literatur mit zahlreichen Romanen und lyrischen Gedichten bereicherte. Sein wichtigstes Werk ist wohl das romantische Epos „Hjortens Flugt“ (1856). Ebenfalls ein bedeutender Lyriker ist Henrik Hertz (1798–1870), der eine Wiederbelebung der Baggesenschen Muse anstrebte und zu diesem Zweck im „Gjengangerbreve“ (1830) eine scharfe Polemik gegen Oehlenschläger und Heiberg führte. Außerdem wurde er als dramatischer Dichter durch das romantische „Kong René’s Datter“ und verschiedene andere Arbeiten bekannt. In Thomas Overskou (1798–1874) gewann die Bühne einen gewandten Dramatiker (zugleich Theaterhistoriker), während die Studentenkomödien Jens Christian Hostrups (1818–1892) der Schauspielkunst ein neues und ergiebiges Feld eröffneten.

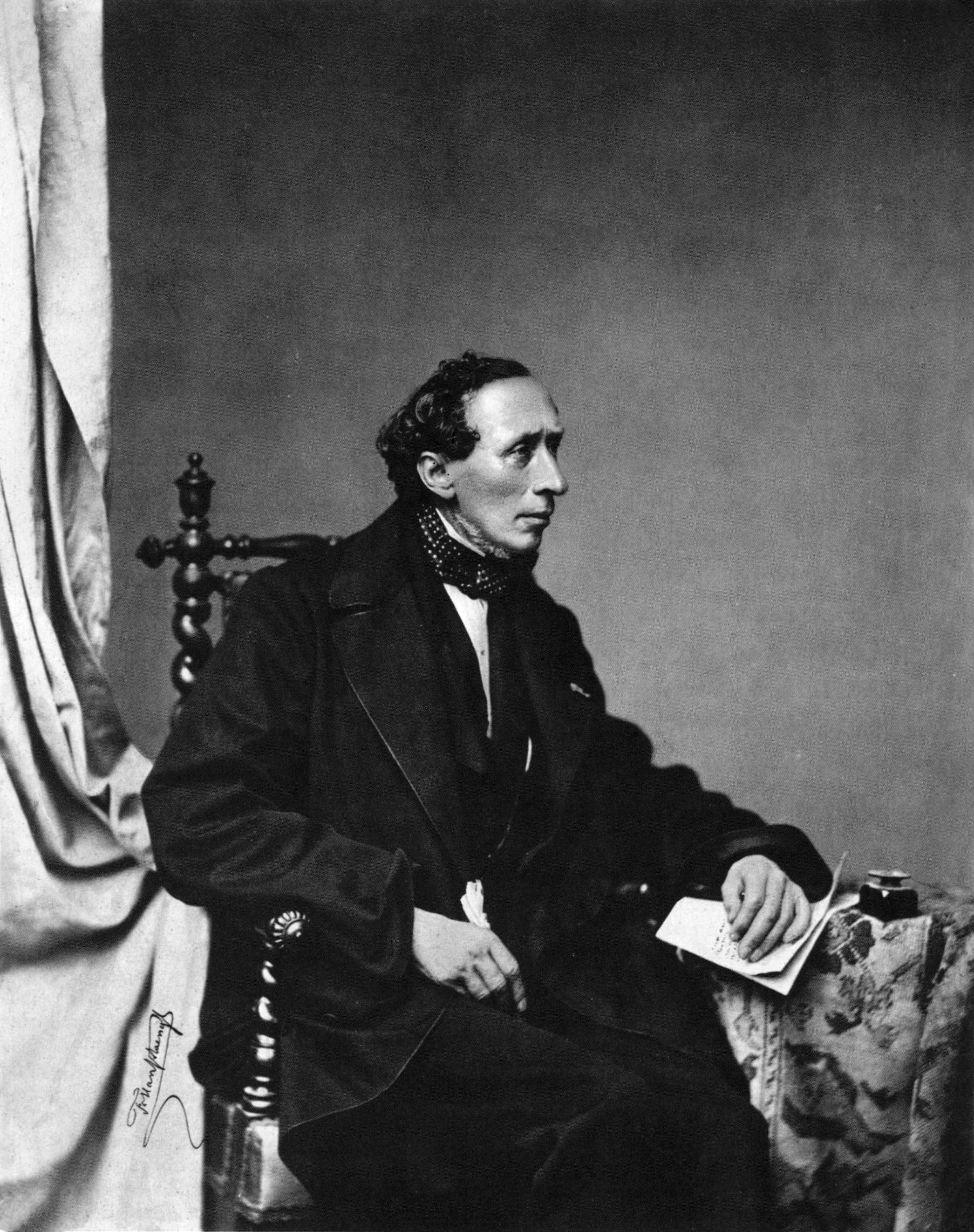
Hans Christian Andersen, 1860

Der Nachruhm aller dieser Autoren wird weit überragt von Hans Christian Andersen (1805–1875), der in seinen weltberühmt gewordenen Märchen selbst unscheinbaren Vorgängen und Erscheinungen Poesie einzuhauchen versteht (Die kleine Meerjungfrau*, 1837). Ebenso naiv und sinnig wie seine Märchen sind auch seine lyrischen Gedichte, die von der deutschen Romantik und Heinrich Heine beeinflusst waren. Einige Gedichte wurden von Adelbert von Chamisso ins Deutsche übertragen („Es geht bei gedämpfter Trommel Klang“ u. a.). Als Romanschriftsteller und als Dramatiker dagegen war Andersen weit weniger erfolgreich; selbst sein Roman „O. T.“ (Odense Tugthus) hat nur vorübergehend das Interesse der dänischen Lesewelt fesseln können. Sein Roman Glücks-Peter (1870) hat allerdings Henrik Pontoppidan zu dessen Hauptwerk Hans im Glück (1898–1904) inspiriert.
Dem breiten Publikum weniger zugänglich als Andersen war Frederik Paludan-Müller (1809–1876). Er debütierte 1832 mit dem auch in Deutschland bekannt gewordenen romantischen Schauspiel „Kjærlighed ved Hoffet“ („Liebe am Hof“) und ließ von da ab lyrische und romantische Dramen, gereimte Märchen, poetische Erzählungen, epische, lyrische und didaktische Gedichte in bunter Reihenfolge erscheinen. Bedeutend unter diesen vielen Zeichen seiner erstaunlichen Produktivität ist das umfangreiche Epos „Adam Homo“, dessen erster Teil 1841 und dessen Schluss erst 1848 erschien. Es ist sehr breit angelegt und hier und da etwas ermüdend, aber es steckt voll tiefer Gedanken und ist durch und durch originell.
Erik Bögh (1822–1899) ist in erster Linie humoristischer Feuilletonist. Als solcher beherrschte er während der 1860er Jahre den Geschmack der literarischen Kreise Kopenhagens. Als streng Konservativer war er ein erbitterter Gegner des liberalen jüdischen Literaturhistorikers und -kritikers Georg Brandes und der von ihm vertretenen naturalistischen Literaturrichtung. Am bekanntesten sind seine „Forelæsninger“ und die unter dem Titel „Dit og Dat“ gesammelten Feuilletons. Außerdem hat er etwa hundert Theaterstücke ins Dänische übersetzt oder bearbeitet sowie einige selbst verfasst, von denen „Fastelavnsgildet“ und „Huldrebakken“ erwähnenswert sind. Nach dem Durchbruch des Naturalismus in der dänischen Literatur trat er vom öffentlichen Leben fast ganz zurück. Ein ebenso unversöhnlicher Feind der neueren Schule war Parmo Carl Ploug (1813–1894), der Hauptvertreter und Hauptsänger des sogen. Skandinavismus, einer politischen Richtung, welche eine engere Vereinigung der drei skandinavischen Reiche herbeizuführen strebte.
Bekannter als Bögh und Ploug wurde Christian Knud Friedrich Molbech (1821–1888), ebenfalls ein Vertreter der älteren, sentimentalen lyrischen Schule und Dramatiker (Trauerspiel Dante). Außerdem wurde Molbech durch eine vorzügliche Übersetzung von Dantes Göttlicher Komödie bekannt. Weniger vielseitig, aber auf dem Gebiet des Romans und der Novelle recht bedeutend ist Vilhelm Bergsøe (1835–1911). Er war zuerst Zoologe, musste aber infolge eines Augenleidens diesen Beruf aufgeben und widmete sich fortan der Literatur. Sein erstes größeres Werk war der Novellencyklus „Fra Piazza del Popolo“; doch hat er erst mit dem Roman „Fra den gamle Fabrik“ einen durchschlagenden Erfolg erzielt. Seine gesammelten populären naturwissenschaftlichen Abhandlungen erschienen unter dem Titel „Fra Mark og Skov“.
Eine eigenartige Stellung in der dänischen Literatur nimmt Meïr Aron Goldschmidt (1819–1887) ein. Schon im Alter von 21 Jahren gründete er das satirische Wochenblatt „Corsaren“, welches die nicht ausgesprochene Tendenz hatte, für den Sturz des Absolutismus im Volk zu wirken, und bald einen ungeheuern Einfluss errang. Aber das befriedigte den kühnen Redakteur noch nicht; er unternahm eine längere Reise ins Ausland, um die großen sozialen und politischen Bewegungen zu studieren, und gründete nach seiner Rückkehr (1847) die Monatsschrift „Nord og Syd“, welche später als „Ude og Hjemme“ fortgesetzt wurde. Durch diese Zeitschriften übte er auf seine Zeit einen großen Einfluss aus. Später verlegte er sich ausschließlich auf die dichterische Produktion und schrieb eine große Reihe von Novellen und Romanen sowie ein zweibändiges Werk unter dem Titel: „Livs-Erindringer og Resultater“. In dem letztern neigt er einem Mystizismus zu, der sich am ehesten mit der „Lehre vom Unbewußten“ des Philosophen Eduard von Hartmann vergleichen lässt.
Wenig gelesen wurde der Lyriker und Epiker Hans Peter Holst (1811–1893). Ferner sind zu erwähnen: der Lyriker Emil Aarestrup (1800–1856), der Romanschriftsteller Hermann Frederik Ewald (1821–1908) und der verdienstvolle Übersetzer William Shakespeares, Edvard Lembcke (1815–1897).
Der Hauptzug in der Dichtung der 1850er und 1860er Jahre blieb jene eigentümliche gefühlsbetonte skandinavistische Romantik. Diese war gekennzeichnet durch die Schwärmerei für die altnordische Vorzeit, welche in Dänemark durch die Dichtungen Oehlenschlägers und in Schweden durch Per Henrik Ling (1776–1839), Esaias Tegnér (1782–1846), Erik Gustaf Geijer (1783–1847) und andere wachgerufen worden war.
Dazu kam der Krieg von 1848, der in den skandinavischen Ländern einen derartigen Deutschenhass hervorrief, dass man den geistigen Verkehr mit Deutschland so gut wie ganz aufgab. Dadurch aber verstopfte man zugleich den Kanal, durch den man bisher so ziemlich mit allen Kulturvölkern in Verbindung gestanden hatte. Dieses Resultat der skandinavischen Bewegung hatten ihre Führer nicht vorausgesehen. Kompensiert wurde dieses dadurch, dass man alles, was nicht skandinavisch war, als faul und verrottet hinstellte, dass man alles Nordische als etwas halb Übernatürliches und die „nordische Kraft, welche die Welt hätte beherrschen können“ besang, als das einzige Mittel pries, um der „Sache der Menschheit den Sieg zu erringen“ (Ploug). Die phantastische Idee von der hohen weltgeschichtlichen Mission der skandinavischen Völker hatte sich damals in den Köpfen fast aller „Gebildeten“ eingenistet. Es konnte nicht ausbleiben, dass sie auch in der Literatur und speziell in der Lyrik zur Geltung kam. Aber ebenso notwendig war es, dass gegen eine so einseitige Bewegung über kurz oder lang eine kräftige Reaktion eintreten musste, und dass der beschränkte Nationalismus umschlagen musste in einen wenngleich vagen Kosmopolitismus.

### Naturalismus, Impressionismus und Symbolismus: 1871–1920
Diese Umwandlung vollzog sich zu Anfang der 1870er Jahre vornehmlich unter dem Einfluss von Georg Brandes. Dieser erkannte, dass Dänemark spätestens nach dem Debakel des Deutsch-Dänischen Krieges von 1864 den Anschluss an die europäischen Geistesströmungen verloren hatte. Beeinflusst vom Darwinismus, von Nietzsche und vom französischen Positivismus wurde er zum „richtungsweisenden Literaturästhetiker der jungen Generation … und verschaffte damit der skandinavischen Dichtung (H. Ibsen) zum erstenmal eine führende Rolle in der Weltliteratur“. Den sozialen Hintergrund dieser Entwicklung bildeten die dänischen Gründerjahre nach 1870, die Entstehung von großen Betrieben und neuer sozialer Schichten sowie die Abwanderung vom Lande.
Brandes wirkte hauptsächlich durch eine Reihe von Vorträgen, die er im Winter 1871/72 über die „Hauptströmungen in der Literatur des 19. Jahrhunderts“ hielt und die später im Druck erschienen. Er zeigte darin nach, dass man in anderen Ländern, namentlich in Frankreich, Deutschland und England, schon längst die politisch-kulturelle Reaktion überwunden habe, die zu Anfang des Jahrhunderts gegen die Literatur der Aufklärungszeit ankämpfte. Im halbfeudalen Dänemark wie in den anderen skandinavischen Ländern stehe diese Reaktion noch in voller Blüte. Diese Vorträge riefen eine derartige Aufregung hervor, dass Brandes es vorzog, Dänemark zu verlassen und nach Berlin zu gehen. In der Folge kämpfte er von Berlin aus in der von ihm und seinem Bruder Edvard Brandes herausgegebenen Zeitschrift „Det nittende Aarhundrede“ weiter. Es gelang ihm, in wenigen Jahren eine ästhetische Schule zu bilden, die nicht allein in Dänemark, sondern auch in Norwegen und Schweden längere Zeit fast allein herrschte.
Ein Schüler des schnell zur Berühmtheit gelangten Brandes war der Botaniker Jens Peter Jacobsen (1847–1885), der bis dahin nur als Vertreter der Darwinschen Evolutionstheorie und als Übersetzer von dessen Werken hervorgetreten war. Seine erste Novelle „Mogens“ (1872) bildete gewissermaßen den Grenzstein zwischen Realismus und neueren literarischen Strömungen im Norden. Später schrieb er noch Novellen sowie die Romane Fru Marie Grubbe und Niels Lyhne. Fru Marie Grubbe* (1876) erzählt die Geschichte einer prominenten Adligen des 17. Jahrhunderts, deren mangelnde Scheu, sich in ihren Beziehungen zu Männern über gesellschaftliche Konventionen hinwegzusetzen, zu ihrem sozialen Abstieg führt. Wegen dauernder Krankheit und finanziellen Sorgen produzierte er in den letzten Jahren seines Lebens nichts Weiteres. Dennoch wird er als Hauptvertreter des literarischen Naturalismus und Wegbereiter des Impressionismus in Dänemark betrachtet. Rilke übersetzte einige seiner Gedichte ins Deutsche. Neben Jacobsen kann der Marinemaler, Theaterdichter und Lyriker Holger Drachmann (1846–1908) als Vertreter des Naturalismus genannt werden. In seinen lyrischen Melodramen (v. a. in Vølund Smed auf der Grundlage des Völundliedes) sagte er sich von den „Brandesianern“ los („Skyggebilleder fra Rejser i Ind- og Udlandet“, 1883), ohne jedoch ganz ins Lager der Romantiker überzugehen. Eine interessante Dichterpersönlichkeit war der Pädagoge Sophus Schandorph (1836–1901) mit seinen Schilderungen des seeländischen Bauernlebens wie des Kopenhagener Kleinbürgertums in Werken wie „Smaafolk“, „Thomas Fris's Historie“, „Stine bliver Gaardmandskone“, „Kjærlighed paa Trommesalen“ (in „Novelletter“) und „Et Levnetsløb fortalt paa Kirkegaarden“ (in „Fem Fortællinger“).

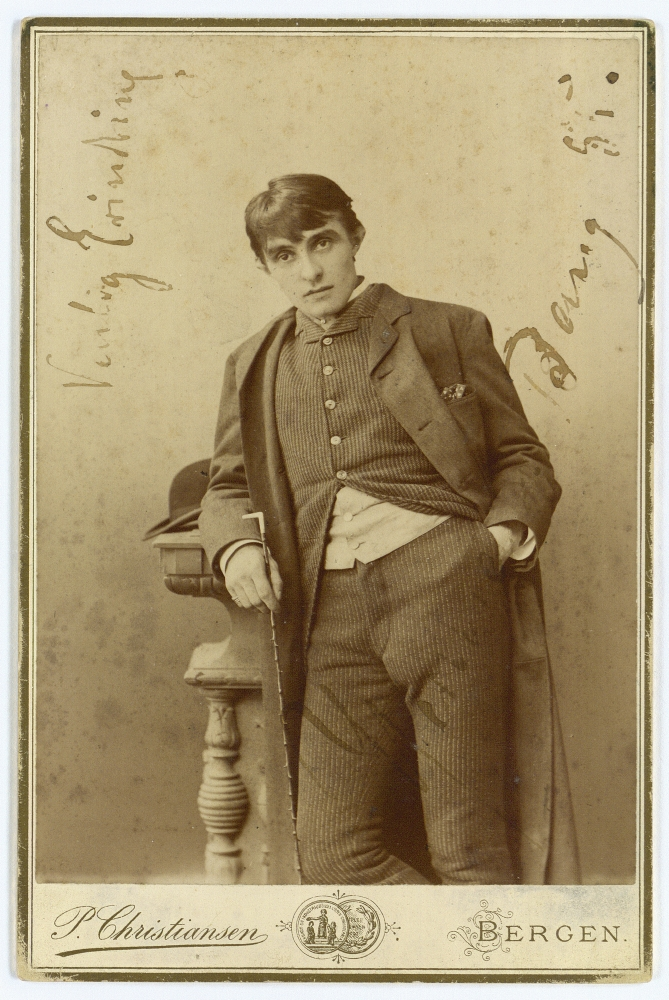
Herman Bang

Der exzentrische Herman Bang (1857–1912) war Romanautor, Dramatiker, Schauspieler, Rezitator, Wanderredner und Feuilletonist, der als Meister des dänischen literarischen Impressionismus gilt. Sein desillusioniertes, der zeittypischen Dekadenz verhaftetes Erstlingswerk von 1880 (dt. in gekürzter Form: „Hoffnungslose Geschlechter“, 1900), das einige Merkmale der Künstlerromane Thomas Manns vorwegnimmt, erregte damals Aufsehen wegen seiner immer noch sehr vorsichtigen homoerotischen und inzestuösen Anspielungen. Bedeutender ist wohl sein zweiter Roman Am Weg* (1886). Das kurze Prosawerk erzählt die Geschichte einer unverstandenen jungen Ehefrau, die an der Konventionalität ihrer Umgebung zerbricht. In „Stuck“ (1887), einem bitterbösen Werk über die Auswüchse der Gründerzeit und die Weltstadtträume der dänischen Philister, bedient sich Bang bereits einiger Stilmittel der Moderne. Auch übernahm er die Figur des Flaneurs aus der französischen Literatur. Rilkes „Malte“ ist von Bangs Roman „Das weiße Haus“ (1898) beeinflusst. Thomas Mann bewunderte Bang für seine subtil-implizite Darstellungen des Ungesagten und bloß angedeuteter Gesten, wie sie auch im Roman „Tine“ (1889) zum Ausdruck kommt, ist aber auch von der Lektüre Jacobsens beeinflusst. Seine Novelle „Tonio Kröger“ spielt teilweise in Dänemark; bei einem Besuch 1899 in Dänemark erhielt er Anregungen dazu.
Auch Henrik Pontoppidan (1857–1943) war ein Vertreter des resignativen christlich-bürgerlichen Desillusionsromans und zugleich Wegbereiter der Moderne. Er stammte aus einem von Grundtvik beeinflussten jütländischen Pastorenhaus und gilt als Hauptvertreter des dänischen Naturalismus. Gleichmäßigen Abstand hielt er zu Konservativen wie zu Sozialisten. Als sein Hauptwerk gilt der Roman Hans im Glück* (1898–1904, dt. Leipzig 1906), das das Scheitern der Träume eines Ingenieurs beschreibt. 1917 erhielt er den Nobelpreis für Literatur.

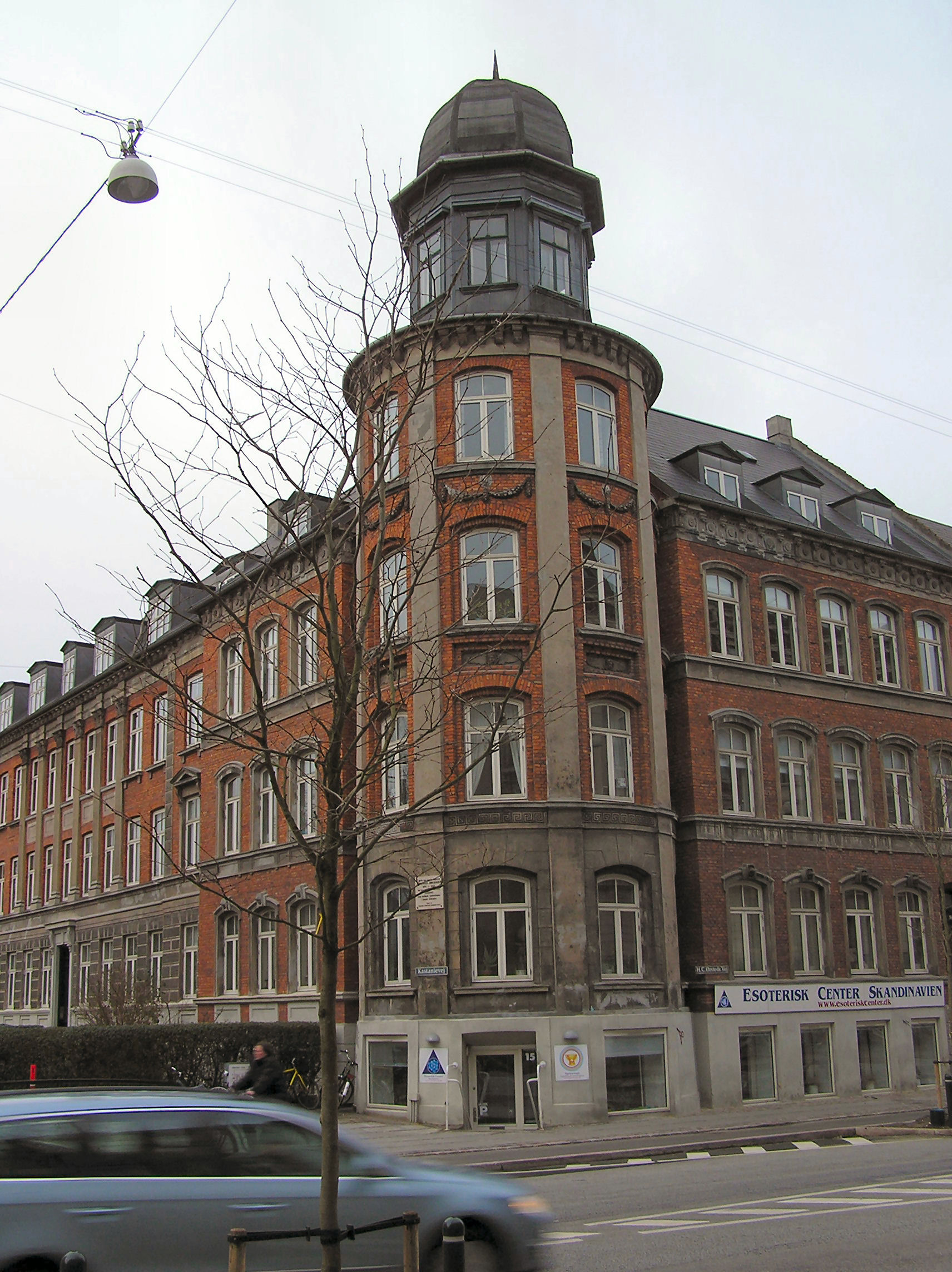
Dieser Turm mit der Wohnung von Johannes Jørgensen in Frederiksberg gab der Zeitschrift Taarnet ihren Namen.

Auf dem Gebiet des Dramas und der Theaterkritik wurde der von Ibsen beeinflusste Edvard Brandes (1847–1931), der Bruder Georg Brandes’ tätig. Seine naturalistischen Stücke (v. a. „Et Besøg“) haben die Zeit nicht überlebt. Peter Nansen (1861–1918) war ein vielversprechender junger Romancier („Marie“) und Dramatiker, der jahrelang erfolgreich als Herausgeber für das Verlagshaus Gyldendal arbeitete. Johannes Vilhelm Jensen (1873–1950) schrieb vom Vitalismus Walt Whitmans geprägte Gedichte und vom darwinistischen Evolutionismus beeinflusste Romane über die Entwicklung des nordischen Menschen und bewegte sich damit am Rande des Klischees und des Rassismus. Als sein Hauptwerk gilt der dreiteilige Roman Des Königs Fall* (1900/1901), die im 16. Jahrhundert angesiedelte Geschichte des Studenten und spätere Soldaten Mikkel Thøgersen, dessen tragisches Schicksal den Aufstieg und anschließenden Fall des dänischen Königs Christian II. widerspiegelt, der gleichzeitig der Bankrott des ganzen Landes ist. Das Werk wurde 1999 zum „Dänischen Buch des Jahrhunderts“ gekürt. Bereits 1944 hatte Jensen den Nobelpreis für Literatur erhalten. Den Typ des optimistisch-proletarischen Entwicklungsromans Arbeiterliteratur verkörperte das vierteilige Epos „Pelle Erobreren“ (1909/10) von Martin Andersen Nexø.
Um die Zeitschrift Taarnet (Tårnet, dt.: „Der Turm“, 1893–1894) versammelte sich in Reaktion gegen den Naturalismus und dessen teils aufdringlicher Moral- und Gesellschaftskritik – repräsentiert vor allem durch die Brüder Brandes – eine Gruppe von Lyrikern, die vom französischen Symbolismus und seiner Amoralität beeindruckt waren. In Taarnet und in der Zeitschrift Tilskueren veröffentlichte Johannes Jørgensen (1866–1956) Übersetzungen der Werke von Joris-Karl Huysmans, Charles Baudelaire, Stéphane Mallarmé, Paul Verlaine, Edgar Allan Poe und anderen. Zu der Gruppe um Taarnet gehörten auch Viggo Stuckenberg (1863–1905) und der Neuromantiker Sophus Claussen (1865–1931).
Zu den bedeutendsten dänischen Dramatikern des frühen 20. Jahrhunderts wird Henri Nathansen gezählt, dessen 1912 uraufgeführtes Stück Hinter Mauern* die Geschichte einer jungen Jüdin erzählt, die mit der Tradition bricht, um einen Christen zu heiraten.

### Expressionismus, Psychologismus, Neorealismus: 1920–1945
Während die Werke Herman Bangs in Deutschland noch relativ breit rezipiert wurden, erfuhr die dänische Literatur nach dem Ersten Weltkrieg hier eine starke Vernachlässigung; jüngere Autoren wurden kaum noch übersetzt. Das hängt auch mit dem Zerreißen der kulturellen Austauschbeziehungen zwischen Kopenhagen und Berlin und mit dem Ende grenzüberschreitender Debatten zusammen, die im 19. Jahrhundert eine große Bedeutung hatten.
In der kulturellen und materiellen Krise nach dem Ersten Weltkrieg und besonders nach der Weltwirtschaftskrise kam es zu einer weiteren Aufspaltung der Strömungen der dänischen Literatur, die sich in einem losen Nebeneinander von weltanschaulichen Tendenzen und Meinungen führte. Expressionismus, Surrealismus, christliche, marxistische, psychoanalytisch fundierte und ab den 1930er Jahren neorealistische Strömungen bestanden gleichzeitig. Marxisten, Freudianer und Anhänger Wilhelm Reichs, der 1933/34 in Kopenhagen lebte, sammelten sich um die Zeitschrift „Kritisk Revy“. Zu dieser Gruppe gehörten Tom Kristensen (1893–1974) und Hans Rudolf Kirk (1898–1962), der durch seinen Roman Fiskerne (1928) bekannt wurde, in dem er das Aufeinanderprallen sozialer und fundamentalistischer Gruppen von Fischern am Limfjord beschrieb.
Am klassischen Erzählstil, aber auch an Andersens Märchen orientierten sich die psychologisch raffinierten, den sozialrealistischen Trend ignorierenden Arbeiten der zunächst in englischer Sprache schreibenden Tania Blixen (eigentlich Karen Blixen, 1885–1962), die sich mit großer Verspätung und erst nach der erfolgreichen Verfilmung ihrer Biografie (Jenseits von Afrika 1985; Vorlage: Den afrikanske farm, 1937) großer Beliebtheit erfreuten. Aus dem Erlös der dann kräftig fließenden Tantiemen wurde es möglich, ihr auf Rungstedlund ein Museum einzurichten, das auch die von ihr 1960 gegründete Dänische Akademie beherbergt. Als ihr wichtigstes Werk gilt in Dänemark die Erzählsammlung Wintergeschichten* (1942).
Hans Christian Branner (1903–1966) verfasste – beeinflusst von Ibsen und Virginia Woolf – psychologische Romane und Novellen im Stil des Stream of Consciousness. Nach dem Zweiten Weltkrieg setzte er sich mit der Zeit der deutschen Okkupation auseinander und schrieb das international bekannt gewordene Hörspiel Illusion.
Höchst populär blieben beim breiten Publikum weiterhin Bücher über das Landleben in traditionellem Erzählstil. Dazu gehörten vor allem die historischen Romane von Morten Korch (1876–1954), der in über 50 Jahren mehr als 80 Bücher verfasste und um 1940 der meistgelesene dänische Autor war.
Unter den Dramatikern der Zwischenkriegszeit ist vor allem Kaj Munk zu nennen. Sein Schauspiel Das Wort* (1932) behandelt den tiefen Konflikt zwischen den zwei in Dänemark bestehenden lutherischen Kirchen; der Glauben und die religiösen Überzeugungen der Figuren werden einer ultimativen Prüfung unterzogen, als eine von ihnen stirbt und aufersteht. 1939 wurde Kjeld Abells Schauspiel Anna Sophie Hedwig* uraufgeführt, dessen Thema die – angesichts der zeitgenössischen europäischen Diktaturen hochbrisante – Frage ist, ob und wie ein ganz und gar durchschnittlicher Mensch erfolgreich Widerstand gegen Tyrannei leisten kann.

### Moderne nach 1945
Die Entwicklung der dänischen Literatur der Nachkriegszeit spiegelt im Wesentlichen gesamteuropäische Tendenzen wider. Martin Andersen Nexø nahm mit seinem Roman „Morten hin Røde“ (1945–1947) seinen proletarischen Entwicklungsoptimismus wieder zurück. Branner setzte seine Arbeit auf der Basis psychoanalytischer Modelle weiter fort („Rytteren“, 1949). Martin Alfred Hansen (1909–1955) behandelte ethische Fragen der dänischen Gesellschaft im Anschluss an Kierkegaard. Jørgen Gustav Brandt (1929–2006) war ein bedeutender, dem Symbolismus verpflichteter Lyriker, Novellist, Essayist und Romanautor der zweiten Hälfte des 20. Jahrhunderts. Er gehörte zum Kreis um die avantgardistische Zeitschrift Heretica (1948–1953), die – gegründet von dem Lyriker Thorkild Bjørnvig (1918–2004) – die Nachkriegsphase der dänischen Moderne prägte und ihr ihren Namen gab. Zu diesem Kreis gehörte auch der von Nietzsche und dem französischen Existenzialismus beeinflusste Roman-, Drehbuch- und Theaterautor Peter Seeberg (1925–1999), der seine Erfahrungen aus der Produktion von Propagandafilmen für die deutsche UFA in seinem Erstlingswerk „Bipersonerne“ (1956) verarbeitete. Carl Erik Martin Soya (1896–1983) war mit seinen neorealistischen Romanen und Dramen ein Vorkämpfer der sexuellen Befreiungsbewegung in den 1940er und 1950er Jahren. Die Lyrikerin und Erzählerin Tove Ditlevsen (1917–1976), die aus einem armen Arbeiterviertel Kopenhagens stammt, ist mit ihren autofiktionalen Texten eine Wegbereiterin der dänischen Frauenliteratur.
In den 1960er Jahren kam es zu einer Verdrängung der traditionell erzählenden Prosa durch collageartige Formexperimente. Die literarische Moderne erlebte eine Hochphase von 1965 bis 1972. Die Sprache diente ihr nicht als kommunikatives Instrument, sondern wurde zum autarken Medium, zu einer „Gegensprache“, die die Literatur von der „Zwangsjacke“ der normierten Sprache befreien sollte. Durch diese Sprache – so die Annahme – sollte ein höheres Niveau der Reflexion über die Wirklichkeit erreicht werden. Allerdings blieben diese Werke für das breite Publikum teils unverständlich. Wichtigster Vertreter dieser Moderne war Villy Sørensen (1929–2001), der vom Existenzialismus, von Marx und Freud geprägte bedeutende dänische Philosoph des 20. Jahrhunderts, der durch kafkaeske Erzählungen mit symbolisch-phantastischer Formensprache bekannt wurde. Von ihm zeigte sich Sven Holm (1940–2019) mit seinen psychologischen Romanen und Erzählungen beeinflusst. Holm gab 1965 mit den beiden Bänden „Sengeheste“ die erste dänische Anthologie mit reiner Pornographie heraus.

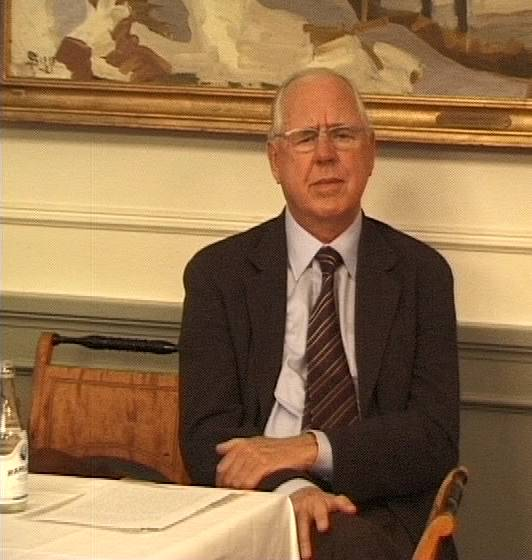
Klaus Rifbjerg (2001)

Auch der Kritiker, Essayist, Drehbuch- und Romanautor Klaus Rifbjerg (1931–2015), der zu dieser Anthologie Beiträge lieferte, gehörte mit Sørensen zu den Wegbereitern des Modernismus in Dänemark um die Zeitschrift Vindrosen (1954–1973);. Bekannt wurde er 1958 durch den Roman Den kroniske Uskyld (dt. „Die chronische Unschuld“) über die sexuellen Erfahrungen von Teenagern. Als Höhepunkt seines Schaffens gilt seine Novellensammlung Og andre historier (1964). Rifbjerg publizierte etwa 170 Werke, darunter Schauspiele und sechs Drehbücher (so für Nordisk kvadrille, 4x4) und seit 2000 auch historische Romane.
Cecil Bødker, die ihre schriftstellerische Laufbahn mit Lyrik begonnen hatte und 1961 zur Prosa kam, schrieb die letztere ebenso oft für ältere Kinder wie für Erwachsene. Ihr Werk Silas und die weiße Stute* (1967) ist der einzige Roman für Kinder, der Eingang in den Dänischen Literaturkanon gefunden hat.
Der Autor und Filmregisseur Henrik Stangerup (1937–1998) orientierte sich stärker als viele hier genannte Autoren an internationalen Vorbildern. Ib Michael (* 1945) findet seine Themen vor allem in Übersee; er versucht seinen Lesern die ostasiatischen Kulturen näher zu bringen.
Seit 1973 kam es – auch unter dem Einfluss der Studentenbewegung – zu einer Abkehr von den Formexperimenten. Die Opposition gegen den Ästhetizismus nahm zu, Neorealismus und Dokumentarismus gewannen wieder an Bedeutung und behaupteten diese Rolle bis in die 1990er Jahre. Dabei überwog eine pessimistische Sicht auf die dänische Gesellschaft und den an seine Grenzen gelangenden Wohlfahrtsstaat. Die Flucht aus dem Alltag wurde zum Thema; viele Texte handelten von Gescheiterten, Ausgestoßenen oder Kriminellen. Anders Bodelsen (1937–2021) war als Schriftsteller und bedeutender Drehbuchautor ein wichtiger Vertreter dieser Gegenbewegung, der sich auch Sven Holm anschloss. Tage Skou-Hansen (1925–2015), ein Kritiker des Ästhetizismus, wurde durch seine Diskussionsromane und Essays bekannt, in deren Mittelpunkt oft ethische Probleme stehen.
Thorkild Hansen (1927–1989) machte sich einen Namen durch seine Romantrilogie (1967–1970) über den dänischen Sklavenhandel und durch eine dreibändige Biographie (1978) von Knut Hamsun, die sich insbesondere mit dem Prozess gegen Hamsun wegen Kollaboration mit der deutschen Besatzungsmacht befasste. Sein Buch über den Seefahrer Jens Munk wurde 1974 ins Deutsche übersetzt. Jørn Riel (1931–2023) lebte 16 Jahre in Grönland; seine Romane und Erzählungen spielen meistens in der Arktis. Außerdem sammelte er szahlreiche grönländische Sagen und Fabeln. Der Schriftsteller und Journalist Dan Turèll (1946–1993) wurde durch Gattungsgrenzen überschreitende Montagen, aber vor allem durch Kriminalromane mit genauer Milieuschilderung und ironischen Brechungen bekannt. Seine Arbeiten wurden teils erst postum veröffentlicht und in viele Sprachen übersetzt.
Einer der bedeutendsten dänischen Dramatiker des späten 20. Jahrhunderts war Jess Ørnsbo, dessen Stück Majonæse* (1985/1988) das Publikum mit seiner Zurschaustellung der extremen menschlichen Widerwärtigkeit schockierte, die in ganz normalen dänischen Familien zu finden ist, wobei eine solche Familie, wenn es darauf ankommt, aber doch zusammenzuhalten vermag.

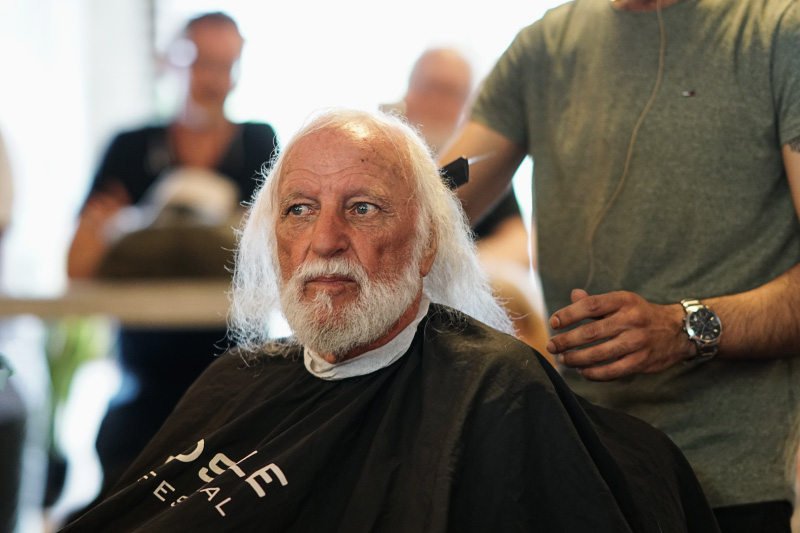
Svend Åge Madsen auf dem LiteratureXchange Festival in Aarhus (2019)

Der meistgelesene zeitgenössische Lyriker Dänemarks, dessen „Gesammelte Gedichte“ (1998) eine für Dänemark sehr hohe Auflage von 130.000 erreichten, ist Benny Andersen (1929–2018). Er gestaltete Alltagsthemen mit Selbstironie, Wortwitz (was die Übersetzung seiner Gedichte erschwert) und dem Sinn für absurde Reime. Andersen war auch als Kinderbuchautor und Sänger tätig. Svend Åge Madsen (* 1939) orientierte sich zunächst an der klassischen Moderne. Später wurde er einer der wichtigsten und meistgelesenen Autoren des dänischen Postmodernismus und warf in teils humorvoller Form philosophische Fragen der gesellschaftlichen Entwicklung auf. In einer weiteren Phase näherte er sich dem Magischen Realismus („Sieben Generationen Wahnsinn“, dt. 2002).

### Frauenliteratur seit 1968

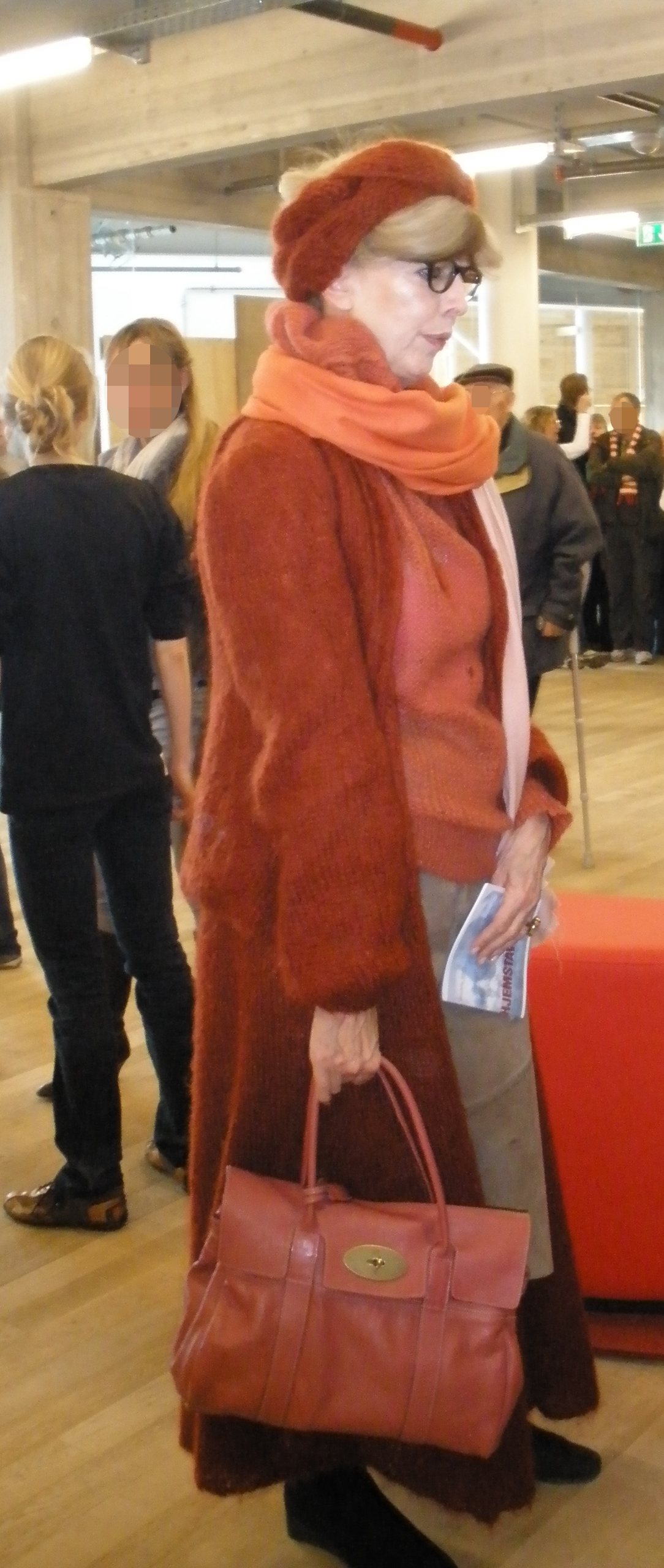
Suzanne Brøgger bei der Eröffnung der neuen Hauptbibliothek in Helsingør (2010)

Auch die Frauenbewegung gewann seit den späten 1960er Jahren immer stärkeren literarischen Einfluss, vor allem in Form autobiographisch gefärbter, neorealistischer Bekenntnisliteratur. Vita Andersen (1944–2021), Lyrikerin, Theater- und Romanautorin erreicht mit ihrer Kritik an der gefühlsarmen Männerwelt sehr hohe Verkaufszahlen. Etwas nuancenreicher sind die Arbeiten von Vibeke Grønfeldt (* 1947). Schon 1967 befasste sich die Kommunistin Ditte Cederstrand (1915–1984) mit dem neuen Proletariat der Einwanderer („Bagerbørn“, dt.: „Alle meine Kinder“); In ihrer Erzählung „Weil ich dich liebe“ berichtet eine ehemalige Prostituierte, wie sie ihren Mann umbringt, um ihm die Begegnung mit der Realität zu ersparen. Zu nennen sind ferner Dorrit Willumsen (* 1940), die als erste Frau den Preis der dänischen Akademie erhielt; die durch heitere und freundliche Erzählungen bekannt gewordene Dea Trier Mørch (1941–2001), deren Roman „Vinterbørn“ (1976, dt.: „Winterkinder“) verfilmt wurde, und die vielfach ausgezeichnete Lyrikern, Erzählerin, Roman-, Fernseh- und Bühnenautorin Kirsten Thorup (* 1942). Ins Deutsche übersetzt wurden mehrere Arbeiten von Suzanne Brøgger (* 1944), einer feministischen Vertreterin des Magischen Realismus, die 2006 auch den dänischen Preis für Kinderliteratur (Dansk Litteraturpris for Kvinder) erhielt. Internationale Reputation gewann die Lyrikerin Inger Christensen (1933–2009) mit dem Großgedicht „det“ („Es“, 1969). Als ihre Hauptleistung gilt jedoch ihr Gedichtband Sommerfugledalen* (1991). Preisgekrönt wurden mehrere der über 40 lyrischen und erzählenden Veröffentlichungen der introvertierten, aber gesellschaftlich engagierten Marianne Larsen (* 1951), die schon im Alter von 18 Jahren ihr Debüt gab und durch die Übersetzung der Prosaarbeiten Lu Xuns aus dem Chinesischen bekannt wurde.

### Gegenwart
Die neuere dänische Literatur bricht mit der intellektuell-ironischen Ästhetik der 1990er Jahre und dem teils minimalistischen Erzählstil und wendet sich realistischen Vorbildern zu. Internationale Beachtung in jüngerer Zeit fanden der vielfach ausgezeichnete Bjarne Reuter (* 1950) zunächst als Kinderbuchautor, der 1980 die populäre Figur des Buster kreiert hatte, dann auch mit Büchern für Erwachsene („Das Zimthaus“, dt. 1999; „Die Himmelsstürmer“, dt. 2000); ferner Peter Høeg (* 1957, „Fräulein Smillas Gespür für Schnee“, dt. 2004) und Janne Teller (* 1964), die heute in Berlin und New York lebt („Nichts – Was im Leben wichtig ist“, dt. 2010; „Krieg – Stell dir vor, er wäre hier“, dt. 2011). Ins Deutsche übersetzt wurden auch Bücher des in Norwegen geborenen, von Flaubert, Herman Melville, Halldór Laxness und Tolstoi beeinflussten Kim Leine (* 1961), der über grönländische Themen schreibt, darunter die erfolgreichen Romane „Tunu“ (dt.: „Die Untreue der Grönländer“) und „Profeterne i Evighedsfjorden“ (dt.: „Ewigkeitsfjord“). Dieses mit dem Literaturpreis des Nordischen Rates 2013 ausgezeichnete Buch handelt vom Scheitern eines alkoholabhängigen norwegisch-dänischen Missionars auf Grönland vor mehr als 200 Jahren.
Jens Christian Grøndahl (* 1959) schreibt Romane, Theaterstücke und Essays. In deutscher Sprache liegen von ihm mehrere Bücher vor, unter anderem Indian Summer (dt. 1996) und Tage im März (dt. 2011). Julie Hastrup (* 1968) ist eine erfolgreiche Krimiautorin („Vergeltung“, 2009). Der 2002 erschienene und 2005 verfilmte Roman Nordkraft des Journalisten Jakob Ejersbo (1968–2008) schildert in drastischer Sprache das Milieu von Kleinkriminellen, Dealern und Drogenabhängigen in Aalborg. Komplexe Abbilder der dänischen Provinz, des Alltagslebens und der Beziehungskrisen der Mittelschichten (z. B. in Die Vorstellung von einem unkomplizierten Leben mit einem Mann, dt. 2012) zeichnet die 1965 auf Lolland geborene Helle Helle, die seit 2011 ein lebenslanges Künstlereinkommen vom dänischen Kulturfonds erhält. Henrik List (* 1965) verfasste mit Bodega Blues eine Hommage an einen von Gentrifizierung betroffenen Stadtteil. Pia Juul (1962–2020) behandelt in ihrer erzählenden Lyrik die Themen Liebe, Sex und Tod (dt.: „Augen überall“, 2001). Auch ihr Roman Mordet på Halland wurde ins Deutsche übersetzt („Das Leben nach dem Happy End“, 2011). Ebenfalls als Lyrikerin, aber auch durch Erzählungen wurde die 1963 in Grönland geborene Naja Marie Aidt bekannt, die mit dem Literaturpreis des Nordischen Rates 2008 und dem Søren-Gyldendal-Preis 2011 ausgezeichnet wurde. Anne Mette Hancock (* 1979) verfasst erfolgreicher Thriller. Eine Dystopie der dänischen Zukunft malt Kaspar Colling Nielsen (* 1974) in „Der europäische Frühling“ (dt. 2019): Während auf Lolland ein friedliches Idyll herrscht, droht den Städten das Chaos und die Flüchtlinge werden nach Mosambik abgeschoben.
Seit den 1990er Jahren steigt die Beteiligung von Migranten an der (insgesamt noch recht „weißen“) dänischen Literaturproduktion. Meist handelt es sich um Autobiographien und autofiktionale Texte. Dass sie noch als abseits stehend wahrgenommen werden, zeigt sich an dem auf sie lastenden Erwartungsdruck, neue exotische Perspektiven auf die dänische Gesellschaft einzubringen. Das gilt z. B. für Lone Aburas', deren Vater ein muslimischer Ägypter ist; sie spielt in ihrem Roman Føtexsøen mit den Erwartungen der Leser, nutzt sie aus und parodiert zugleich die dänische Gier nach immer mehr Autobiographien von Schriftstellern mit Migrationshintergrund. In ihrem Roman verkauft der fiktive Vater als erster dänischer Moslem Schweinefleisch an einem Hotdogstand, und die gesamte dänische literarische Elite ertrinkt auf einer Kreuzfahrt. Mit 17 Jahren kam der in Bosnien 1977 geborene Alen Meskovic nach Dänemark. Er schreibt Gedichte und veröffentlichte 2011 seinen ersten Roman Ukulele jam. Für sensationelle Verkaufszahlen sorgte 2013 das umstrittene Erstlingswerk des Lyrikers palästinensischer Abstammung Yahya Hassan (1995–2020), der mit seinem traditionellen Herkunftsmilieu abrechnet.

## Buchmarkt und Literaturpreise
2014 erschienen (mit Übersetzungen und Neuausgaben) insgesamt 11.340 gedruckte und E-Books in Dänemark, etwa 5 % mehr als im Vorjahr. Etwa 30 % entfielen auf E-Books, wodurch auch neue und kleinere Verlage Marktzugang erhielten. Auf dem Gebiet der fiktionalen Literatur gibt es langfristig beträchtliche Zuwächse der Zahl der neu erschienenen Bücher. So erschienen 2014 insgesamt 1365 Neuveröffentlichungen, 11 % mehr als im Vorjahr, etwa 33 % mehr als 2010, mehr als doppelt so viele wie im Jahr 2001. Ins Dänische neu übersetzt wurden 1015 1344 Fiction-Werke, davon 543 aus dem Englischen/Amerikanischen und 58 aus dem Deutschen, doch steigt die dänische Eigenproduktion im Verhältnis zum Anteil der übersetzten Fiction-Bücher an.
In Dänemark werden neben den von öffentlichen Einrichtungen gestifteten Literaturpreisen wie dem seit 1957 vergebenen dänischen Kritikerpreis und dem angesehenen Danske Akademis Store Pris der Königlich Dänischen Kunstakademie (seit 1961) regelmäßig einige ein- oder mehrjährige Literaturstipendien vergeben, die von privaten Stiftern begründet wurden. De Gyldne Laurbær (Goldner Lorbeer) wird seit 1949 jährlich vom Buchhändlerclub für belletristische Werke vergeben.
Seit 1920 ist „Hvedekorn“ eine wichtige Zeitschrift für Literatur und Kunst. Im ältesten und größten dänischen Verlag Gyldendal erscheinen viele der belletristischen Neuerscheinungen.

## Dänische Schriftsteller in Südschleswig
Willy-August Linnemann wurde in Südschleswig geboren, erwarb 1936 die dänische Staatsbürgerschaft und schrieb
aus konservativer Sicht zwei Romanzyklen über das Leben im Grenzgebiet. Karin Johannsen-Bojsen setzt sich als politisch aktive Angehörige der dänischen Minderheit in Deutschland mit der Identität der Südschleswiger auseinander.
Nicht aus Südschleswig, aber aus einer deutschen Familie in Varnæs (Nordschleswig), deren ältere Mitglieder ihre Hitlerbegeisterung nicht verhehlten, stammte Gynther Hansen (1930–2014), der erst spät Dänisch erlernte. Zeitweise arbeitete er als Bibliothekar in Flensburg. Seit den 1960er Jahren wurde er durch ebenso realistische wie existenzialistisch geprägte Romane und Erzählungen bekannt, die den Wohlfahrtsstaat problematisierten. Bekannt er durch Romane mit Dialogen im Sprachstil seiner Heimat (Stemmer fra provinsen, 1976) und die Monologe Jeg. Jeg. Mig. Mit (1978). Er behandelte auch biographische Themen (Mig og min storebror, 2001; Hitler, min far og mig, 1989), Stoffe aus der schwierigen kriegerischen Vergangenheit beider Völker (Trilogie Lysninger, 1987; Soldaterne, 1989, Danskerne, 1990) und setzte sich mit den Neonazis auseinander.

## Wissenschaftliche Literatur
Wie in der Dichtkunst brach in der wissenschaftlichen Literatur mit Ludvig Holberg eine neue Epoche an, vor allem im Bereich der Geschichtsschreibung. Holberg schrieb das dreibändige Werk Danmarks Historie, das erste populäre Werk dieser Art, und Almindelig Kirkehistorie. Zu nennen sind weiterhin der Historiker Hans Gram (1685–1748) und sein Schüler Jacob Langebek (1710–1775), der Herausgeber der Scriptores rerum danicarum sowie Peter Frederik Suhm (1728–1798), der Verfasser einer 14-bändigen unvollendeten Historie af Danmark.
Ein universeller Gelehrter der Holbergschen Zeit war Erik Pontoppidan der Jüngere (1698–1764), der außer geschichtlichen und statistischen auch naturwissenschaftliche und theologische Werke in dänischer, deutscher und lateinischer Sprache verfasste, während Jens Höjsgaard (1698–1773), Glöckner der Trinitatiskirche in Kopenhagen, als Forscher auf dem Gebiet der dänischen Sprache Bedeutendes leistete.
Unter den Theologen ist in erster Reihe der bereits als Dichter erwähnte Pastor Grundtvig zu nennen, der den Kampf gegen den Rationalismus der Zeit mit Erfolg aufnahm, zugleich für den nordischen Einheitsgedanken und die Entwicklung eines freien Volkslebens wirkte und auf das geistige Leben in Dänemark von tiefgreifendem Einfluss war. Neben Grundtvig sind als die bedeutendsten Theologen anzuführen: Jakob Peter Mynster (1775–1850), Bischof von Seeland, und Henrik Nicolai Clausen (1793–1877), ein Vertreter einer kritischen Richtung innerhalb der Theologie. Auch Hans Larsen Martensen (1808–1884), der Verfasser einer christlichen Ethik, gelangte zu einer über Dänemark hinausreichenden Berühmtheit. Als Übergangsglied zwischen Theologie und Philosophie kann Søren Kierkegaard (1813–1855) gelten, der „größte Denker Dänemarks“, der das Grundprinzip des Christentums in einer höchst individuellen Weise auffasste und in gewisser Hinsicht eine Parallele zu Ludwig Andreas Feuerbach bildet.
Als Philosoph übte Frederik Christian Sibbern (1785–1772), der wesentlich von Schelling beeinflusst war, an der Kopenhagener Universität großen Einfluss aus. Er war auch als Dichter (Udaf Gabrielis' Breve til og fra Hjemmet) mit Erfolg tätig. Der Philosoph Rasmus Nielsen (1809–1884) führte in Kierkegaards Fußstapfen den Kampf gegen die Theologie als Wissenschaft fort und vertrat diese Position in seinen Vorträgen und Schriften (Grundideernes Logik, Natur og Aand etc.) mit großer Beredsamkeit. Eine Gegenposition zu Nielsen vertrat der Junghegelianer Hans Brøchner (1820–1876), der auch Beiträge zur Geschichte der Philosophie lieferte. Auf dem Gebiet der Naturwissenschaften ist Hans Christian Ørsted (1777–1851), der Entdecker des Elektromagnetismus und Verfasser zahlreicher Schriften über Phänomene der Physik, hervorzuheben. Erwähnung verdient sein weit verbreitetes Buch Aanden i Naturen, worin er seine naturphilosophischen Ideen entwickelt.
Außer ihm sind als Naturforscher zu nennen: der Botaniker und Pflanzengeograph Joakim Frederik Schouw (1789–1852), der Geologe und Chemiker Johann Georg Forchhammer (1794–1864) und der Zoologe Japetus Steenstrup (geb. 1813), wobei letzterer sich auch um die Archäologie verdient machte.

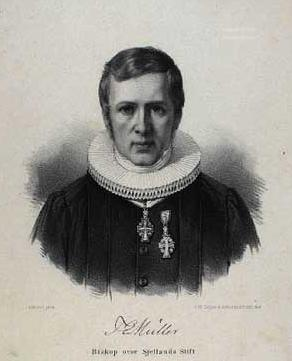
Peter Erasmus Müller

Die Altertumsforschung wurde infolge der erwachenden Begeisterung für die Vorzeit des Nordens mit besonderer Intensität betrieben. Am erfolgreichsten geschah dies durch Bischof Peter Erasmus Müller (1776–1834), den Bearbeiter der Altertumsschriften („Sagabibliothek“). Auf sprach- und literaturgeschichtlichem Gebiet leistete Niels Matthias Petersen (1781–1862) Vorzügliches, während die vorgeschichtliche Archäologie von Christian Jürgensen Thomsen (1785–1865) behandelt wurde. Jens Worsaae (1821–1885) hob durch seine archäologischen und historischen Schriften die Altertumswissenschaft auf ein hohes Niveau. Als Historiker sind hervorzuheben: der Kulturhistoriker Erik Christian Werlauff (1781–1871), der autodidaktische Historiker und Philologe Christian Molbech (1783–1857), der zeitweise das Königliche Theater leitete, und Karl Ferdinand Allen (1811–77), der Verfasser des unvollendeten Werkes De tre nordiske Rigers Historie 1497–1537. Ausgezeichnet sind auch die Arbeiten von Caspar Paludan-Müller (Grevens Felde. De første Konger af den oldenborgske Slægt) u. a.
Mit den geschichtlichen und archäologischen Forschungen gingen Sprachstudien Hand in Hand. Große Verdienste hat sich auf diesem Gebiet neben dem schon genannten Petersen Christian Molbech durch seine lexikalischen Arbeiten erworben; ferner Rasmus Christian Rask (1787–1831), der die Grundlagen für eine systematische Behandlung der altnordischen Sprache legte und einer der Begründer der vergleichenden Sprachforschung war.
In der klassischen Philologie erwarb sich Johan Nicolai Madvig (1804–1886) als Textkritiker europäischen Ruf. Seine u. a. von Herder beeinflussten neuhumanistisch-romantischen Theorien zum Verhältnis von Sprache und Nation, die die von ihm beeinflussten Schulreformen prägten, veranlassten ihn zu der Forderung, das Herzogtum Schleswig entlang der Sprachgrenze zu teilen, was ihn in Dänemark in eine isolierte Position brachte, ihm aber 1869 den preußischen Pour le Mérite für Wissenschaft und Künste eintrug.